# Stenotarsus nigricans
Stenotarsus nigricans là một loài bọ cánh cứng trong họ Endomychidae. Loài này được Gorham miêu tả khoa học năm 1890.